# Alien Breed 3D
Alien Breed 3D (także AB3D) – gra komputerowa z gatunku first-person shooter na platformę Amiga oraz Amiga CD32, wydana w roku 1995 przez firmę Team17. Jest to pierwsza z dwóch części gry, która przenosi sagę dwuwymiarowych strzelanin serii Alien Breed w przestrzeń trójwymiarową.
Grę można toczyć w pojedynkę lub z drugim graczem przez sieć. Do przejścia jest 16 etapów.
W marcu 1997 roku firma Team17 udostępniła kod źródłowy gry.